# Májmételykór
A májmételykór (fasciolosis) a juhok és szarvasmarhák idült megbetegedése, amely juhok között néha járványos alakban is előfordul.

## A kór lefolyása

### A betegség tünetei

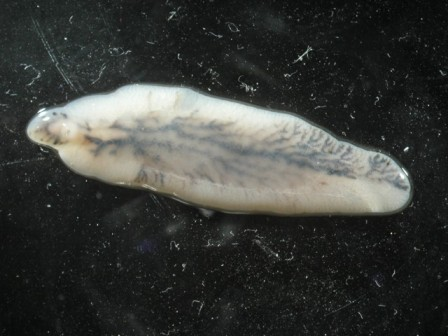
Májmétely

A kór előidézője a májmétely (Fasciola hepatica), melynek metacerkária lárváit legelés közben eszik meg az állatok. 

A kór kezdeti szakasza gyakran elkerüli a figyelmet és csak a 2.-3. hónapban veszik észre, amikor már súlyos táplálkozási zavarok mutatkoznak. Ilyenkor a beteg állatok rohamosan soványodnak, gyorsan kifáradnak, látható nyálkahártyáik feltűnően halványak ("sápkór"). A juhok gyapja száraz, fénytelen, a szarvasmarhák szőre borzolt, a bőr száraz; a szemhéjakon, a has alsó részén és a toroktájon vizenyős beszűrődések észlelhetők. 
Azonkívül emésztési zavarok támadnak, amelyek étvágytalanságban, a kérődzés félbenhagyásában, dugulásban vagy hasmenésben nyilvánulnak meg. A máj tájéka érzékeny, sőt néha a megnagyobbodott máj ki is tapintható. A test hőmérséklete változó, időszakonként hirtelen emelkedést mutat.
Szarvasmarhákon a súlyos tünetek még nagyobb fokú fertőzés eseteiben is csak igen későn és aránylag ritkán észlelhetők, ennek megfelelőleg ritkán okoz köztük elhullást is, ellenben bárányokon sokszor súlyos alakban lép fel, sőt esős esztendőkben, nedves legelőkön járványos alakot is ölthet.

### Végstádium
Lefolyása rendesen idült s csak igen nagy számú métely bevándorlásakor történhetik, hogy az élősködők vándorlása folytán keletkező hashártyagyulladás, a vérerek elroncsolása következtében beálló vérzés, vagy az agyba jutott embóliák miatt hirtelen elhullhatnak az állatok.